# クムトラ石窟

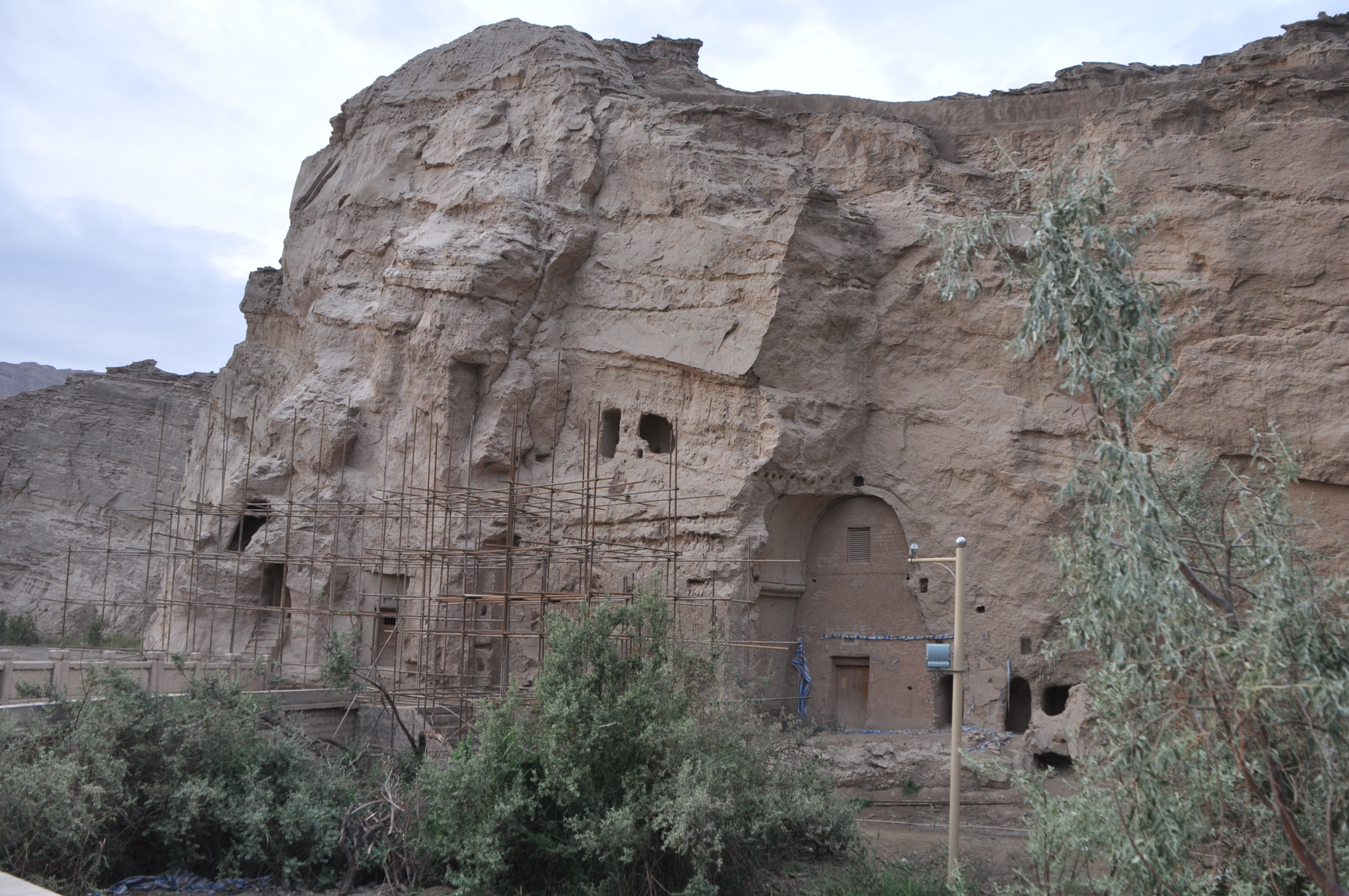
クムトラ石窟は全体がまだ工事中で一般公開はされていない（2013年6月）

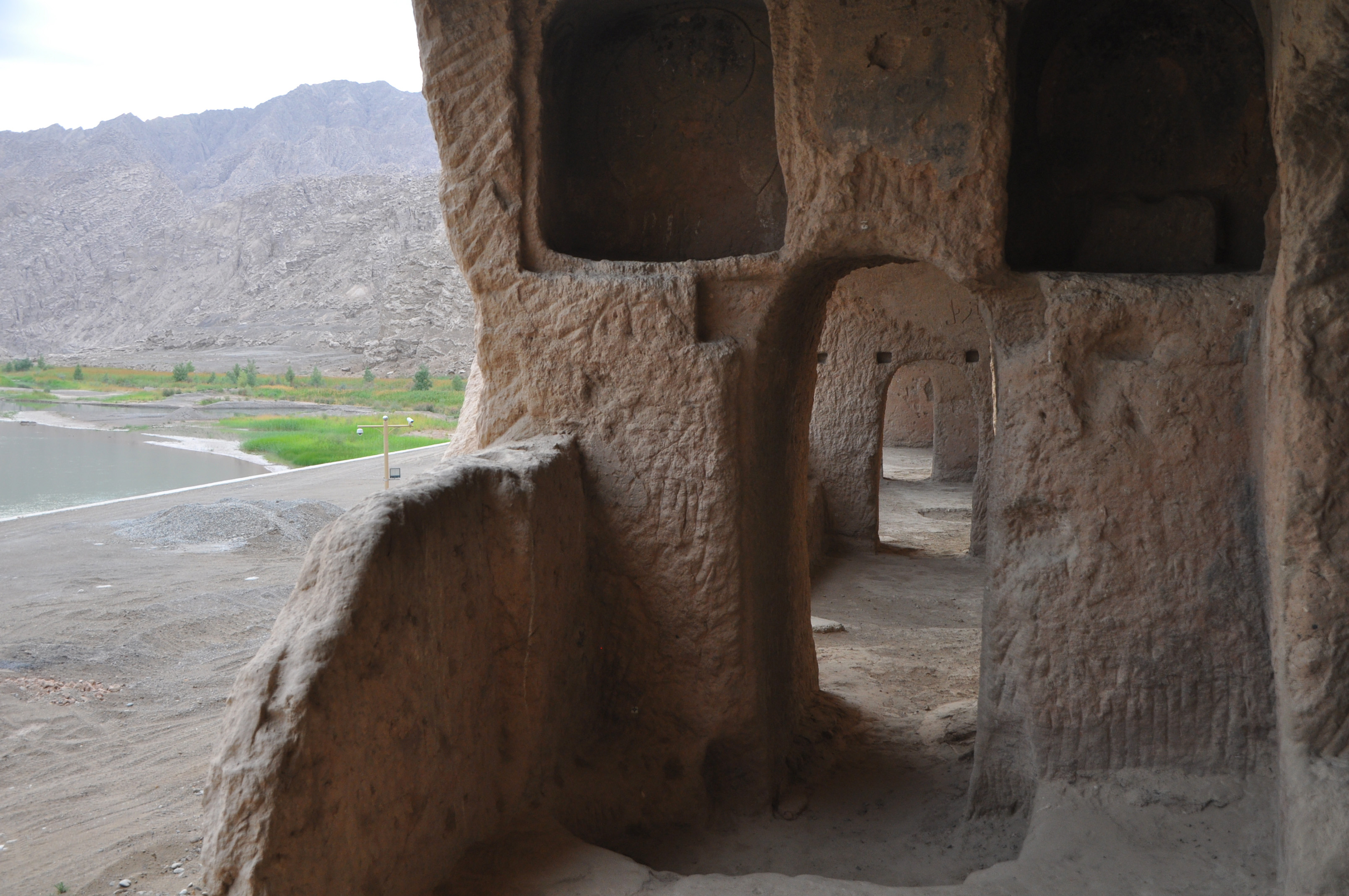
クムトラ石窟は渭干河に沿っている

クムトラ石窟（クムトラせっくつ、中国語：庫木吐拉石窟、Kùmùtŭlā Shíkū）は、中華人民共和国新疆ウイグル（維吾爾）自治区アクス（阿克蘇）地区クチャ（庫車）市にある仏教石窟寺院の遺跡群。現在は112の石窟が確認されており、中華人民共和国全国重点文物保護単位の一つに指定されている。クムトラ千仏洞とも呼ばれる。

## 概要
クムトラ石窟はシルクロードのオアシス都市国家として栄えた亀茲（きゅうし）国の仏教遺跡であり、キジル石窟と並び新疆を代表する仏教石窟の一つである。地理的にはタクラマカン砂漠の北部、新疆ウイグル自治区アクス地区のクチャ市から南西約30キロメートルに位置し、ムザルト川左岸クルグタグ山の崖面にうがたれた石窟群で構成されている。石窟群の分布する地域の面積は約5平方キロメートル（長さ：5キロメートル、幅：1キロメートル）である。これらは5世紀から8世紀にかけて開窟されたものと考えられ、現在112窟の存在が確認されている。そのうち40窟に仏教壁画や銘文があり、20窟が石窟建築様式を比較的良く残している。石窟や壁画の美術的研究からの位置付けは、それぞれに独特の特徴を有する「亀茲様式」、「漢様式」、「ウイグル様式」の3様式から構成されているが、「漢様式」がより濃厚で、亀茲の人々が自らの伝統的芸術様式に外国の芸術の枠を取りこみ、自らの文化の中に新たな芸術様式を創造したもの、すなわち東西文化の融合の産物であり、東西の歴史、科学、芸術価値を体現しているものと評価されている。しかし、開窟以来千数百年以上を経ているので、自然風化、岩盤の劣化、それに伴う崩落、さらには年に数回発生する洪水による崖面基部の洗窟、遺跡の近傍に建設されたダムの貯水による地下水位上昇とそれに伴う浸水、毛管上昇水などで遺跡（特に壁画）の削減が懸念されている。

## 歴史
当時の亀茲国は西域の中でも有数の仏教王国であり、数多くの石窟寺院が造られ、玄奘もここへ立ち寄っている。亀茲国が滅び、9世紀になるとウイグル人によって支配されるが、この地での仏教信仰は維持され、ウイグル時代の石窟も造られた。しかし11世紀になると、イスラーム王朝のカラハン朝が侵攻し、イスラーム化を推し進めると、石窟寺院の仏教美術は目や口を中心に破壊されてしまう。
時は下り、20世紀の初めは中央アジア探検が盛んとなり、各国の研究者が新疆に入って調査を行った。中でも有名なのが、日本の大谷探検隊、ドイツのグリュンヴェーデル、フランスのポール・ペリオ、中国の黄文弼らであり、彼らによってその一部が調査・報告された。しかし、1960年代の文化大革命によって、宗教色のあるものは共産主義社会実現のもとに破壊されてしまい、クムトラ石窟も例外ではなかった。
現在はユネスコ北京事務所、中国文物研究所、日本専門家チーム、新疆ウイグル自治区政府、その他で構成されたプロジェクトチームによって保存修復がおこなわれている。
日本政府が500万ドルを拠出し、2001年から修復を始めた。クムトラ石窟の責任者で新疆亀茲研究院副院長のタラティ・オブリさんは「日本の支えで救われた」と謝意を表している。新疆ウイグル中に伝わり、日本に対する好感度が向上している。

## 参考資料
- 樋口隆康『シルクロード考古学第3巻 敦煌から日本へ』（1986年、法蔵館）
- ル・コック（訳：木下龍也）『中央アジア発掘記』（1960年、昭森社）